# Thersites mitchellae
Thersites mitchellae är en snäckart som först beskrevs av Cox 1864.  Thersites mitchellae ingår i släktet Thersites och familjen Camaenidae. IUCN kategoriserar arten globalt som starkt hotad. Inga underarter finns listade i Catalogue of Life.